# جيش المهدي
جيش المهدي هو تنظيم عراقي شيعي مسلح أسسه مقتدى الصدر في أواخر عام 2003 لمواجهة القوات الأمريكية والقوات المتحالفة معها، واتخذ من قتل القوات الأمريكية متظاهرين من أنصار الصدر، محتجين على إغلاق صحيفة الحوزة الناطقة بسبب تبنيها أفكاراً مقاومة للأمريكان ذريعة مباشرة لبدء المواجهة مع القوات الأمريكية وردعهم، وهو مكون من شباب يقلدون محمد محمد صادق الصدر وتحت قيادة مقتدى الصدر ويجمعهم الانتماء إلى المذهب الشيعي. برز جيش المهدي كقوة ضاربة في محافظات وسط وجنوب العراق، وأصبحت معظم مدنها تحت قبضة مقاتليه الذين اصطدموا بشكل مباشر مع الشرطة وقوات التحالف ومنذ أوائل أبريل 2004 أصبحت محافظات الجنوب العراقي ساحة حرب مفتوحة بين مقاتلي جيش المهدي وقوات التحالف مسنودة بالحرس الوطني والشرطة العراقية. 
يتهم جيش المهدي بالقيام بعمليات خطف وقتل جماعي، أو ما يسمى بفرق الموت ضد السنة[محل شك] وضد من يخالفه الرأي في بغداد، والبصرة ، وديالى، وبعض مدن الجنوب الأخرى، [بحاجة لمصدر] واعترف مقتدى الصدر بوجود عناصر في جيش المهدي مجرمة وفاسدة، وتبرأ من كل عنصر يتورط في قتل عراقي، وقد اندرج اسم جيش المهدي في عمليات الإبادة والتهجير القسري التي حدثت بعد تفجير مرقد الإمامين العسكريين في سامراء كأحد أبرز القوى التي اتهمت بهذه العمليات خاصة في العاصمة بغداد.
وقدرت مجموعة دراسات العراق (بالإنجليزية: ISG) تعداد جيش المهدي بحوالي 60 ألف فرد.
فيما ذكرت إذاعة أوروبا الحرة ردايو ليبرتي بتاريخ 4 يونيو 2004 بأن أعداد مقاتلي جيش المهدي تتراوح بين 6 آلاف إلى 10 آلاف مقاتل.

## معارك 2007

### معركة الكحلا
ضمن الحرب العراقية كانت توجد الكثير من المدن و التي كانت معارضة للاحتلال الاميريكي لذلك كان المعارك تحدث في كل القرى و المدن التي عارضت الغزو الامريكي بشكل مسلح و احدها هي مدينة الكحلاء التي سيطر متمردون يعتقد انهم من لواء الجيش الموعود على المدينة سنة 2007 في شهر مايو التي كان يوجد فيها عدد من القوات البريطانية و التي انسحبت بعد المعركة التي خسر فيها جيش المهدي 54 مسلح و خسر البريطانيون 24 جندي و استمر القتال لاربع ساعات حتى انسحاب القوات البريطانية من المحافظة بعد اسقاط طائرة اميريكية تابعة للتحالف على يد بعض المسلحين في العمارة و مقتل و اصابة عشرات الجنود حتى تم تفجيرها

### حصار مدينة الصدر
كانت الكثير من المجازر تحصل في مدينة الصدر و قد قُتِل نتيجتها المئات من المدنين و سقطت في مدينة الصدر حينئذ طائر هلكوبتر من نوعية بلاك هوك الأمريكية

## الاسم
إن اسم جيش المهدي مستوحى من الجيش الذي سيشكله الإمام المهدي بعد ظهوره وهو الإمام الثاني عشر وفقاً لاعتقاد الشيعة الإمامية في أهل البيت، الذي أوردت كتب التاريخ روايات عديدة حول ظهوره وإقامته للعدل والقسط في آخر الزمان  وقد كان اتخاذ هذا الاسم يعطي دافعاً لمقاتلي جيش المهدي وأفراده ويعطيهم القوة حسب ما يعتقده مقتدى الصدر . ويعد جيش المهدي الجناح العسكري للتيار الصدري ذو الشعبية الأكبر في محافظات جنوب ووسط العراق .

## التأسيس
بعد الغزو الأمريكي للعراق وسقوط نظام صدام حسين كان الوضع متدهوراً في بغداد والعراق بشكل عام وأوعز مقتدى الصدر بتأسيس فصيل يحمي المناطق الشيعية في بغداد ومنها مدينة الصدر والشعلة من الاعتداءات التي قد تتعرض لها من قبل القوات الأمريكية وبدأت القوات بتوفير المساعدات إلى العوائل الفقيرة في المناطق ومساعدتهم وكذلك حفظ الأمن والنظام فيها بعد ذلك أخذت هذه المجاميع تأخذ طابعاً رسمياً ولكن الصدر رفض الانضمام إلى الفصائل السنية والبعثية التي كانت تتبنى بعض العمليات ضد القوات الأمريكية فيما بعد أعلن مقتدى الصدر رسمياً عن البدء بالقتال ضد المحتلين  وذلك بعد إغلاق صحيفة الحوزة الناطقة التابعة للتيار الصدري في أبريل 2004 وألقى خطبة في يوم الجمعة 2 أبريل 2004 خطبة حث فيها أتباعه على عدم الصمت والبدء بالقتال ضد قوات التحالف مما أدى إلى خروج كل مدن الجنوب في العراق بتظاهرات ضخمة مطالبة بخروج القوات الأمريكية وبعد أيام قليلة أعلن الصدر خلال خطبة الجمعة عن تشكيل قوة جديدة تحت اسم «جيش المهدي» والذي بدأ العمل بنظام السرايا حيث لا يتجاوز أعضاء السرية الواحدة غالباً الخمسين مقاتلاً من الذين ينضمون إليه عن طريق هيئات تشكلت في الحسينيات والجوامع المنتشرة في مناطق بغداد والمحافظات الجنوبية ويقود كل سرية قائد معين يتم تعيينه من قبل مقتدى الصدر وأغلب السرايا تحمل أسماء من يعتبرهم التيار الصدري شهدائه خلال حكم صدام حسين في انتفاضة العراق 1999 واحداث جامع المحسن ومن أبرز هذه السرايا سرية الشهيد محمد الصدر في مدينة الصدر وسرية الشهيد مصطفى الصدر في بغداد الجديدة وسرية الشهيد مؤمل الصدر في منطقة الشعب وحي أور وسرية الشيخ علي الكعبي وسرية الشيخ حسين السويعدي وكلها تنشط في بغداد.

## أحداث 2004
في 28 مارس 2004 أمر الحاكم المدني الأمريكي بول بريمر بإغلاق صحيفة الحوزة التابعة للتيار الصدري بتهمة التحريض على العنف ضد الاحتلال، على خلفية ذلك القرار احتشد الآلاف من أنصار الصدر في اليوم التالي بمظاهرات رافضة لهذا القرار وطالبوا بخروج القوات المحتلة وفي 3 أبريل 2004 طوقت القوات الأمريكية منزل زعيم التيار الصدري مقتدى الصدر في النجف ، في اليوم التالي خرج الآلاف من أنصار الصدر في تظاهرات حاشدة في بغداد والنجف احتجاجاً على إغلاق صحيفة الحوزة واعتقال أحد مساعدي الصدر جوبهت تلك التظاهرات بالرصاص الحي من قبل القوات الأمريكية والإسبانية ما أسفر عن مقتل وإصابة أكثر من مئتي عراقي  ما دفع الصدر إلى إصدار بيان يدعو إلى إيقاف التظاهرات مؤكداً 
واصفاً التظاهرات بالورقة المحترقة أمام ما تفعله القوات الأمريكية من «إرهاب» ودعا أنصاره إلى إرهابها 
وبعد إصدار البيان بدأ جيش المهدي انتفاضة مسلحة ضد قوات الائتلاف وانتشر القتال في معظم محافظات وسط وجنوب العراق وتركز في مدينة الصدر في بغداد ومحافظة النجف حيث اندلعت معركة النجف الاولى ، كما امتد القتال في حي الشعلة والأمين الثانية والفضيلية في بغداد وكربلاء والكوت والديوانية والسماوة والبصرة وميسان وسيطر جيش المهدي على جميع مدن جنوب ووسط العراق

### مدينة الصدر
تعتبر مدينة الصدر المعقل الرئيسي في العاصمة بغداد لأنصار التيار الصدري وفي 14 أغسطس 2003 شهدت المدينة احتقاناً بين سكانها والقوات الأمريكية على خلفية قيام طائرات أمريكية بنزع راية كبيرة وضعت على برج اتصالات في المدينة حملت شعارات ترمز للإمام المهدي وفتحها النار على مواطنين حاولوا منعها ما أسفر عن مقتل طفل وإصابة أربعة أشخاص بجروح  حيث خرج الآلاف في تظاهرة حاشدة في المدينة وطالبوا بانسحاب القوات الأمريكية ووصفوا أفعالها ب«الحرب على الإسلام»  وفي صباح 9 أكتوبر 2003 انفجرت سيارة مفخخة في محطة وقود في المدينة لتسفر عن مقتل تسعة مواطنين وإصابة 38 آخرين  وفي اليوم التالي 10 أكتوبر 2003 تجاوز انتحاري يستقل عجلة مفخخة حاجزاً للشرطة في حي جميلة في المدينة وقام بتفجير نفسه ما أسفر عن مقتل 8 أشخاص بينهم عناصر في الشرطة ومدنيون  وعلى خلفية تلك الهجمات انتشر عناصر جيش المهدي في أنحاء المدينة لتأمينها وأعلنوا التصدي للقوات الأمريكية التي حاولت اقتحام مكتب الصدر في المدينة بحجة احتوائه على أسلحة  حيث أسفرت المواجهات عن مقتل جنديين أمريكيين من فرقة الفرسان الأولى وإصابة أربعة آخرين ومقتل وإصابة خمسة مدنيين عراقيين برصاص القوات الأمريكية  على خلفية ذلك قامت القوات الأمريكية بتطويق المدينة وإغلاق الطريق الرئيسية فيها باستخدام الدبابات والعربات المدرعة والأسلاك الشائكة والحواجز الإسمنية واجتاحت مبنى البلدية في المدينة  وكان يوم 4 أبريل بداية لمعركة طويلة في مدينة الصدر بين القوات الأمريكية وجيش المهدي، حيث نصب مقاتلوا المهدي كمينا لفرقة الفرسان التابعة للقوات الأمريكية كما هاجموا دوريات أخرى من فرقة الفرسان الأمريكية أرسلت لاستعادة السيطرة على الوضع. ثمانية من الجنود الأمريكيين قتلوا وأصيب 51 آخرون بجراح في معركة دامية. استطاعت بعدها القوات الأمريكية في وقت لاحق من استعادة السيطرة على مراكز الشرطة التي كانت بأيدي مقاتلي جيش المهدي  وأسفرت المعركة عن مقتل 35 أفراد جيش المهدي، وتم الإبلاغ عن مقتل أكثر من 500 شخص حسب تقرير من قبل وزارة الصحة العراقية. بقيت عناصر جيش المهدي محافظة على سيطرتها على معظم مدينة الصدر واستمر القتال لفترة 

### معارك النجف

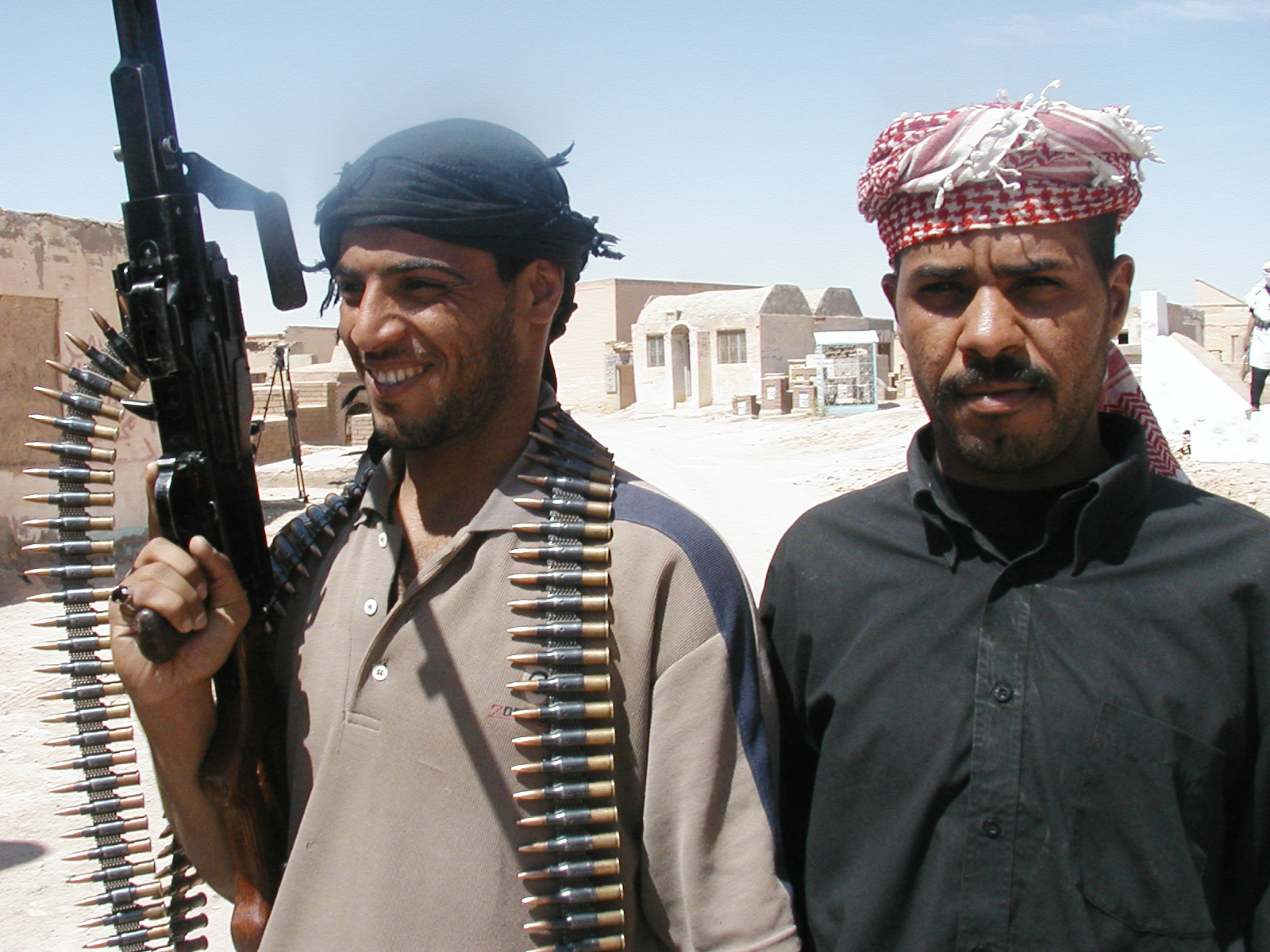
مقاتلي جيش المهدي خلال معركة النجف

كانت من أبرز معارك جيش المهدي خلال العام 2004 في 5 أغسطس هي معركة النجف حيث قام مسلحي جيش المهدي بالهجوم على مراكز الشرطة وقواعد القوات الأمريكية في النجف وإحراقها وفرضت قوات التحالف حصارا تاما على قوات جيش المهدي المتحصنة بداخل مرقد الإمام علي بعد قتال شديد ودموي في مقبرة وادي السلام أما الكوفة وهو قضاء تابع لمحافظة النجف والتي هي المعقل الرئيسي لأنصار التيار الصدري  فقد شهدت اشتباكات دموية ضد القوات الأمريكية بعد صلاة الجمعة في مسجد الكوفة دفاعاً عن المدينة ومسجد السهلة ومراقد الأولياء فيها وانتهت جميع هذه الاشتباكات بعقد الهدنة بعد وصول علي السيستاني إلى المدينة وقد شوهد مقتدى الصدر وهو يقاتل مع المقاتلين في شوارع النجف [بحاجة لمصدر]

### معارك الناصرية

آلية تابعة للقوات الإيطالية بعد حرقها من قبل جيش المهدي

دارت في الناصرية سلسلة من المواجهات العنيفة لفترات متقطعة من 4 نيسان وحتى اواخر شهر آب 2004 بين جيش المهدي وقوات الاحتلال الإيطالي ودارت المعركة بشكل رئيسي للسيطرة على الجسور الرئيسية الثلاثة التي تربط اجزاء المدينة ببعضها وبلغ تعداد القوات الايطالية التي خاضت المواجهة حوالي 3 الاف ضابط وجندي مقابل 600 مقاتل من عناصر جيش المهدي ودارت في المدينة ثلاث معارك رئيسية اولها في نيسان 2004 والتي انتهت بمقتل واصابة نحو 23 من عناصر قوات الاحتلال بالإضافة إلى مقتل واصابة 15 من عناصر جيش المهدي  واحراق أربعة من اليات القوات الايطالية بالإضافة إلى تضرر واعطاب اعداد أخرى منها نتيجة استهدافها بصواريخ الار بي جي وكانت المواجهات بشكل رئيسي تهدف إلى محاولة القوات الايطالية استعادة جسور المدينة الثلاثة بعد ان قام عناصر جيش المهدي بالسيطرة عليها الا انها فشلت في ذلك وقامت بعرض هدنة تقتضي ايقاف اطلاق النار وتولي قوات الشرطة العراقية مهام حفظ الأمن في المدينة مع احتفاظ جيش المهدي بالسيطرة على الجزء الشمالي من المدينة  ، اندلعت المعركة الثانية في ايار 2004 حين شن مقاتلو جيش المهدي بقوة تتالف من حوالي 300 مقاتل هجوماً منسقاً استهدف مبنى سلطة التحالف المؤقتة في مدينة الناصرية فيها وسيطروا خلاله على قاعدة ليبيتشيو بعد فرار القوة الايطالية التي كانت فيها وحاصروا قوات من مشاة البحرية الايطالية وعشرات الموظفين والمتعاقدين المدنيين والعسكريين الايطاليين في مبنى سلطة التحالف الذي تم استهدافه بمختلف أنواع الاسلحة الصاروخية وقذائف الهاون دون توقف كما استهدف عناصر جيش المهدي التعزيزات الايطالية التي كانت تحاول الوصول إلى المبنى في طرق المدينة الضيقة التي تحولت إلى جحيم لا يطاق نتيجة هجمات العبوات الناسفة وصواريخ الار بي جي كما تعرضت الطائرات الايطالية إلى الاستهداف بصواريخ الار بي جي وصواريخ الستريلا  ، استطاعت القوات الايطالية اخلاء جنودها المحاصرين في مبنى سلطة التحالف الا انها خاضت معركة شرسة في اليوم التالي في قاعدة ليبيتشيو بعد فشل هجوم بري كبير للقوات الايطالية في استعادة السيطرة على المدينة وهجوم عناصر جيش المهدي على القاعدة حيث فرضوا حصاراً خانقاً على القوات المتواجدة فيها وقاموا بقصفها بقذائف الهاون والصواريخ ودارت معركة شرسة للسيطرة على القاعدة قتل خلالها جندي ايطالي واصيب أربعة اخرين بجروح  وبعد ساعات من القتال الضاري تم تعزيز القوة المحاصرة في القاعدة بقوة عسكرية تضم قوات ايطالية وبرتغالية قامت باجلاء القوات المحاصرة في القاعدة وخاضت مواجهة شرسة بالاسلحة المتنوعة خلال عملية الاخلاء، لم تستطع القوة المهاجمة الصمود ما ادى إلى انسحابها من القاعدة بشكل كامل، سيطر عناصر جيش المهدي على القاعدة العسكرية بالكامل واضرموا النيران باليات ومعدات عسكرية ايطالية كما استحوذوا على أنواع مختلفة من الاسلحة والذخائر التي تركتها القوات المنسحبة 

### معركة الكوت
في يوم 5 نيسان 2004 انتشر عناصر جيش المهدي في الكوت وهاجموا مقر سلطة الائتلاف المؤقتة في المدينة باستخدام مدافع الهاون والقذائف الصاروخية والرشاشات الثقيلة وجرت اشتباكات عنيفة بين القوات الأوكرانية وعناصر جيش المهدي الذين حاولوا اقتحام المجمع حيث استمر القتال العنيف لساعات عديدة وأسفر عن مقتل وإصابة 6 جنود أوكرانيين  ومقتل متعاقد بريطاني وآخر جنوب أفريقي كما تعرضت القوات الأوكرانية للاستنزاف في الذخيرة ولم تستطع مواصلة الصمود مما اضطرها لإخلاء المجمع بحماية المروحيات والانسحاب من المدينة بشكل كامل  وفرض جيش المهدي السيطرة على المدينة 
بحلول فجر يوم 9 نيسان شنت القوات الأمريكية مدعومة بالطائرات هجوماً لاستعادة مدينة الكوت حيث خاضت اشتباكات عنيفة مع عناصر جيش المهدي ونفذت الطائرات الأمريكية غارات جوية استهدفت مواقع محتملة لجيش المهدي وتمكنت القوات الأمريكية التي وصلت من بغداد ضمن رتل يصل إلى المائة دبابة وناقلات جند مدرعة من اجتياح المدينة والسيطرة عليها 

## عملية النسر الأسود أبريل 2007
قامت قوات مشتركة عراقية أمريكية بعملية عسكرية للقضاء على جيش المهدي في مدينة الديوانية في شهر أبريل عام 2007 بعد اتهام التنظيم بإرهاب المواطنين وقتل مواطنين في الديوانية بينهم نساء بدعوى مخالفتهم للشريعة الإسلامية.

أحد اتباع تنظيم جيش المهدي وهو يقوم بإطلاق قذيفة هاون خلال معركة مدينة الصدر

## حصار القواعد البريطانية في البصرة
حصار القواعد البريطانية في البصرة هو عملية عسكرية وحصار خانق فرضه جيش المهدي على قوات التحالف في محافظة البصرة لأكثر من 6 أشهر خلال عام 2007 . وذلك في أعقاب عملية السندباد التي شنتها قوات التحالف بالاشتراك مع القوات العراقية في سبتمبر 2006 حيث كانت تهدف إلى فرض الاستقرار في محافظة البصرة والتي تكللت بنجاح غير متوقع حققته القوات المشتركة وتسلمت قوات الأمن العراقية مسؤولية حفظ الأمن في المحافظة . ولكن سيطر جيش المهدي على المدينة مجددا ووجدت القوات البريطانية نفسها تحت الحصار في قواعدها وسط المدينة ويطالها القصف الصاروخي بشكل يومي ولا يمكنها سوى على تسيير قوافل مدرعة ودوريات وفرق مداهمات محدودة في المدينة تتعرض بدورها إلى هجمات بالعبوات الناسفة والقذائف الصاروخية وعمليات القنص والكمائن , أدت العملية إلى انسحاب القوات البريطانية من وسط البصرة وانسحاب القوات الدانماركية وخروجها من العراق .

## اشتباكات عام 2007
شهد عام 2007 اشتباكات عديدة مع قوى الأمن العراقية في جنوب العراق ووسطه. بدأت الاشتباكات في مدينة الديوانية ثم انتقلت إلى مدن أخرى مثل العمارة والبصرة والناصرية والسماوة والكوت وغيرها من المدن، وقد كان آخر هذه الأحداث اشتباكات كربلاء التي حدثت في نهاية شهر أغسطس عام 2007.

### عملية مجلس محافظة كربلاء
هي عملية مسلحة دقيقة استهدفت القوات الأمريكية التي كانت تجري اجتماعاً في مركز التنسيق الأمني في بناية مجلس محافظة كربلاء نفذتها قوة خاصة من جيش المهدي بقيادة أزهر الدليمي في محافظة كربلاء في 20 يناير 2007 متنكرة  بهيئة فريق أمني يضم مسؤولين أمريكي وبرتل مكون من سبع عجلات رباعية الدفع مظللة واخترقوا من خلال ذلك حواجز الشرطة والقوات الأمريكية في الطرق المؤدية إلى المبنى  وأسفر الهجوم عن اختطاف ضابطين وجنديين أمريكان وقتلهم لاحقاً وقتل جندي آخر داخل المبنى وإصابة ثلاثة آخرين ويعتبر «الهجوم الجريء والأكثر تطورا في سنوات الحرب في العراق» 
لم يصب أي من رجال الشرطة أو الجنود العراقيين في الهجوم حيث استهدف المهاجمون الجنود الأمريكيين تحديدا فقط.

## اشتباكاتكربلاءأغسطس 2007 وما بعدها
حدثت اشتباكات بين مسلحي جيش المهدي وقوات الأمن العراقية في مدينة كربلاء خلال الزيارة الشعبانية التي تصادف يوم ميلاد الإمام المهدي لدى الشيعة. حيث اتهم مسؤولون أمنيون عراقيون مقاتلي جيش المهدي بمهاجمة رجال حماية حضرتي الإمامين الحسين وأخيه العباس الذي ينتمي بعضهم إلى فيلق بدر التابع للمجلس الأعلى الإسلامي  في حين نفى التيار الصدري ضلوع مقاتليه في أحداث شعبانية كربلاء، حيث قال الناطق باسم التيار أحمد الشيباني: «ما حصل في كربلاء لم تكن حربا بين جيش المهدي والحكومة العراقية، بل معركة بين المواطنين والحكومة لم يكن لجيش المهدي أي دور فيها.» 
و قد سقط ما لا يقل عن 52 قتيلاً وما يقارب ال300 جريح وأعقبها مقتل 6 أشخاص عندما اقتحم مسلحون من جيش المهدي ثلاثة من مكاتب المجلس الإسلامي الأعلى وأحرقوها في مدن بابل والكوفة والكاظمية في بغداد ومنطقة الإسكندرية جنوب بغداد.

### تجميد الأنشطة نهاية أغسطس 2007
أصدر مقتدى الصدر قراراً عقب اشتباكات الزيارة الشعبانية في كربلاء بتجميد أنشطة جيش المهدي كافة عتباراً من يوم 29 آب/أغسطس 2007م ولمدة أقصاها 6 أشهر من أجل إعادة تنظيمه ويتضمن التجميد حتى الهجمات على القوات الأجنبية في العراق.
ثم وفي يوم 22 شباط/فبراير 2008م أمر مقتدى الصدر من أحد مساجد بغداد جيش المهدي بتمديد وقف إطلاق النار ستة أشهر أخرى

## معارك صولة الفرسان
في شهر مارس من عام 2008 شنت الحكومة العراقية عملية عسكرية واسعة النطاق بالتعاون مع القوات الأمريكية والبريطانية في جنوب العراق استهدفت بشكل خاص مناطق نفوذ جيش المهدي الذي تم تجميد أنشطته منذ نهاية 2007 وحدثت اشتباكات بين قوات جيش المهدي وقوات الأمن العراقية في البصرة والناصرية والعمارة ومدينة الصدر وقد سيطرت قوات جيش المهدي على معظم مناطق جنوب العراق خلال الأيام الثلاثة الأولى من القتال لاحقا وبعد أيام من القتال الشرس أصدر مقتدى الصدر بيانا إلى أفراد جيشه بوقف القتال وإلقاء السلاح  الأمر الذي استغلته قوات التحالف وقوات الأمن العراقية حيث شنت عمليات دهم واعتقالات واسعة وتسربت عدة مقاطع فيديوية تبين قيام هذه القوات بقتل عناصر التيار الصدري وحرق جثثهم في الناصرية بعد اقتحامهم مكتب لهم في الناصرية.
وقد أعلن سفير إيران في بغداد حسن كاظمي قمي دعم بلاده للتعامل الحازم مع الميليشيات.

## انتهاكات حقوق الإنسان
جيش المهدي متهم بالقيام بالعديد من انتهاكات لحقوق الإنسان في مدن جنوب العراق وبغداد وديالى، وتتراوح هذه الانتهاكات من الاعتداء بالضرب والقتل والاغتيال. بالمقابل، تنفي قيادات مكتب الصدر ضلوعها بأي انتهاكات. كما يتم اتهام جيش المهدي بضلوعه بعمليات قتل ترويع الأقليات الدينية من المسيحيين والصابئة في بغداد.
ومن الانتهاكات الأخيرة التي يتهم بها جيش المهدي هو أن مديرية شرطة كربلاء اتهمت تنظيم جيش المهدي بقتل مئات المواطنين في المدينة إضافة لمحاولة لفرض الشريعة الإسلامية في كربلاء.

## العودة
بعد نحو خمس سنوات من إعلان الصدر تجميد تنظيمه المسلح، أعلن من جديد عن عودة «جيش المهدي» بحلّة جديدة.
يوم 3 يناير 2020 وكان ذلك بعد اغتيال قائد فيلق القدس قاسم سليماني .